# Соколинський Давид Мойсейович
Давид Мойсейович Соколинський (Гімельман) (1 червня 1902 — 21 січня 1940) — український радянський розвідник. Начальник 3-м відділу (розвідувальним) Управління державної безпеки Народного комісаріату внутрішніх справ Української РСР (1937). Обирався депутатом Верховної Ради СРСР 1-го скликання.

## Життєпис
Народився у червні 1902 року в місті Одесі. Закінчив трикласну початкову школу в 1914 році та два класи реального училища в Одесі.
З жовтня 1916 року — розсильний контори торговельної справи та вугільного складу в Одесі.
З квітня 1919 року — проходить військову службу червоноармійцем окремого будівельного батальйону військ Всеукраїнської надзвичайної комісії.
У липні 1920 року — призначений заступником завідувача Організаційного відділу Балтського повітового комітету КП(б) України, заступником голови Балтської повітової Ради профспілки.
З липня 1921 року — уповноважений Політичного бюро Балтської повітовоїнадзвичайної комісії.
У травні 1923 року — призначений уповноваженим Миколаївського окружного відділу Державного політичного управління, 
У серпні 1925 року — очолив Миколаївський окружний відділ Державного політичного управління.
У квітні 1927 року — помічник начальника Сталінського окружного відділу Державного політичного управління.
З квітня 1928 року — помічник начальника Особливого відділу Українського військового округу, 
У травні 1928 року — призначений начальником відділення Інформаційного відділу Обліково-організаційного управління ДПУ при Раді Народних Комісарів Української СРР.
У 1930—1931 рр. — виконує обов'язки начальника Інформаційного відділу ДПУ при Раді Народних Комісарів УСРР, 
У 1931—1932 рр. — помічник начальника Особливого відділу ДПУ Українського військового округу.
У травні 1932 року — очолив Молдавський обласний відділ ДПУ, 
У грудні 1932 року — очолив Вінницький обласний відділ Державного політичного управління
У липня 1934 року — призначений начальником Управління Народного комісаріату внутрішніх справ по Вінницькій області.
З грудня 1936 по січень 1937 рр. — очолював Управління НКВС по Дніпропетровській області.
З січня по квітень 1937 року — керував 3-м відділом (розвідувальним) Управління державної безпеки Народного комісаріату внутрішніх справ Української РСР.
У квітні 1937 року — очолив Управління НКВС по Донецькій області, 
З лютого 1938 року — очолив обласне управління в м. Челябінську.
З квітня 1938 по січень 1939 рр. — працював у Наркоматі водного транспорту СРСР та начальником Центрального управління морського нафтоналивного флоту.
У січня 1939 року заарештований.
21 січня 1940 року засуджений та розстріляний.

## Нагороди та відзнаки
- Орден Леніна (1937)
- Знак «Почесний працівник ВНК-ДПУ» (1932),
- Бойова зброя від Колегії ДПУ УСРР (1927),
- Бойова зброя від ДПУ УСРР (1930).